# Guerra del triunvirato georgiano
La guerra del triunvirato georgiano, también conocida como guerra civil georgiana de 1462-1490, fue un conflicto militar en el Reino de Georgia durante la segunda mitad del siglo XV. La guerra comenzó bajo el reinado de Jorge VIII (r. 1446-1465), continuó bajo Bagrat VI (r. 1465-1478) y finalizó  bajo Constantino II (1478-1505); la guerra afectó a todo el país, con enfrentamientos en Abjasia, Svanetia, Imericia, Samtsje, Kartli, Mingrelia y Kajetia.
La guerra comenzó en 1462 tras los impulsos separatistas del principado norteño de Samtsje, antes de culminar en una serie de conflictos separatistas entre el gobierno central de Tiflis y los contendientes reales en Imericia y Kajetia. Durante las tres décadas del conflicto, Georgia se empobreció y debilitó. En 1490, se concluyó  una paz después de la división formal del Reino de Georgia, poniendo así fin a un reino que había existido desde el siglo XI. Entre 1490 y 1493, emergieron tres reinos independientes, cada uno dirigido por ramas rivales de la dinastía Bagrationi —el Reino de Kajetia (en el este), el Reino de Kartli (en el centro), el reino de Imericia (en el oeste, con Kutaisi como capital)—, y cinco principados semiindependientes dominados por sus propios clanes feudales: Odishi (Mingrelia), Guria, principado de Abjasia, Svaneti y Samtsje (fronterizo con Armenia).
El conflicto tuvo lugar en un contexto de importantes cambios geopolíticos en el Oriente Próximo, en particular de la caída de los imperios bizantino (1453) y de Trebisonda (1461) ante el surgimiento del poder del Imperio otomano. Al mismo tiempo, las tribus turcomanas fomentaban las divisiones políticas dentro de Georgia para facilitar la conquista del país.